# Carey Hart

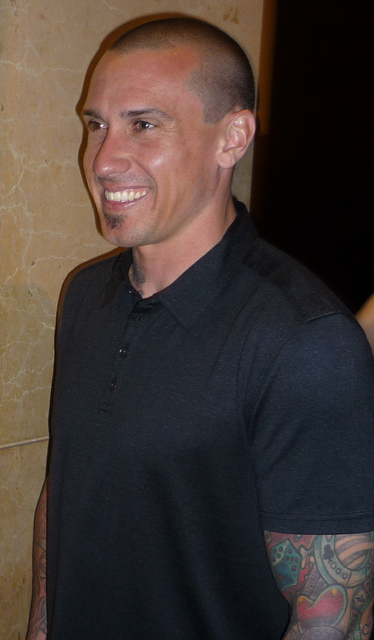
Carey Hart (2010)

Carey Hart (* 17. Juli 1975 in Las Vegas, Nevada) ist ein US-amerikanischer Motocrossfahrer.

## Karriere
Im Alter von sechs Jahren begann Hart mit dem Motocrossfahren. 1993 bis 1996 war er professionell bei Supercrossrennen aktiv. Carey Hart, der ab 1996 hauptsächlich im Freestyle Motocross (FMX) aktiv war, wagte bei solchen Veranstaltungen einige neue und gefährliche Tricks. So führte er den von und nach ihm benannten „Hart-Attack“ ein, einen gestreckten Handstand auf dem Motorrad während des Sprungs. Hart zeigte bei den X-Games 2000 als erster Fahrer im Freestyle einen Backflip, bei dem er jedoch stürzte. Seine größten Erfolge waren der zweite Platz bei den Summer-X Games 2002 im Big Air und der erste Platz bei den australischen X-Games des gleichen Jahres.
Nach eigener Aussage brach er sich im Laufe seiner Karriere beide Arme und beide Beine je zwei Mal, entging des Öfteren nur knapp dem Tod und musste zwei bis drei Jahre seines bisherigen Lebens im Rollstuhl verbringen. Sein damals 21-jähriger Bruder verunglückte 2008 während des Trainings einer Motocrossveranstaltung tödlich.

## Familiäres
Carey Hart ist seit dem 7. Januar 2006 mit der US-amerikanischen Sängerin Pink verheiratet. Am 2. Juni 2011 wurde ihre gemeinsame Tochter Willow Sage Hart geboren. Der erste gemeinsame Sohn wurde am 26. Dezember 2016 geboren.
Zudem spielt Hart in mehreren Musikvideos seiner Frau mit: Just Like a Pill (2001), So What (2008), Raise Your Glass (2010), Just Give Me a Reason, True Love (beide 2013), Just Like Fire (2016), Whatever You Want (2018) und  All I Know So Far (2021).
Carey Hart ist Hobbymusiker und war Gastmusiker am E-Bass bei Pennywise auf der Warped Tour 2001.